# Luis Petrucelli
Luis Petrucelli (Buenos Aires; 18 de enero de 1903 – ibídem; 28 de febrero de 1941) fue un bandoneonista, director de orquesta y compositor argentino dedicado al género del tango, considerado uno de los mejores ejecutantes de ese instrumento en su época. Luego de pasar por varias orquestas formó su propio conjunto e integró en la última etapa de su vida la orquesta de Osvaldo Fresedo.

## Actividad profesional

### Primeros años
Estudió música en un  conservatorio de su barrio y recibió clases de bandoneón de Arturo Herman Bernstein en su escuela del barrio de Barracas. Cuando Ricardo Brignolo se desvinculó de un pequeño grupo musical encabezado por el pianista Samuel Castriota, Petrucelli lo reemplazó; cuando en 1919 Carlos Vicente Geroni Flores formó su primera orquesta, con la que debutó en el Bar Castilla —Corrientes al 1200—, en la que él mismo tocaba el piano, incorporó a Luis Petrucelli y Carlos Marcucci en bandoneón y Emilio Ferrer y Esteban Rovati en violín. Más adelante trabajó en varias orquestas, entre las que se cuentan la de Agesilao Ferrazzano, donde estuvo con Enrique Pollet, y en el sexteto dirigido por José Martínez, donde estuvo con Pedro Maffia.

### Con orquesta propia
En 1922 Luis Petrucelli formó su primera orquesta con el pianista José María Rizzuti, el bandoneonista Pedro Maffia, los violinistas Bernardo Germino y José Rosito y el contrabajista Humberto Constanzo, en tanto Petrucelli dirigía y tocaba el bandoneón. Trabajaron en el Casino Pigall y a fin de ese año la orquesta se disolvió. Para los históricos carnavales del Pabellón de la Rosas de 1923, Ricardo Brignolo armó un conjunto con músicos talentosos, que contaba con Eduardo Armani, Pedro Maffia, Lorenzo Olivari, Luis Petrucelli y el pianista José María Rizzutti.
En 1923 Juan Carlos Cobián formó su propio sexteto a propuesta del gerente del Abdullah Club de la Galería Güemes, donde había trabajado el año anterior con el sexteto de Osvaldo Fresedo, y desde el piano pasó a dirigir a los bandoneonistas Pedro Maffia y Luis Petrucelli, los violinistas Julio De Caro y Agesilao Ferrazzano y el contrabajista Humberto Constanzo. Este conjunto quedó para la historia del tango pues significó el antecedente directo del movimiento de transformación instrumental más importante del tango. Actuaron en el Abdullah Club y grabaron para RCA Víctor, incluidos los temas de Cobián Una droga, Shusheta, Piropos y Viaje al norte y en agosto de ese año Cobián disolvió el conjunto y viajó a Estados Unidos.
Petrucelli organizó una orquesta para continuar en el Abdullah Club, tocando el bandoneón con Pedro Maffia de compañero, más el pianista Vicente Gorrese, los violinsitas Bernardo Germino y Fernando Franco y el contrabajista Humberto Constanzo. En 1923 trabajó en el café Los Andes de la calle Canning –actualmente avenida Scalabrini Ortiz- encabezando el conjunto que integraban además Pedro Maffia, los violinistas Emilio Ferrer y Fernando Franco y Eduardo Pereyra en piano.

### Con De Caro
En diciembre de 1923 un empresario le ofreció a Francisco De Caro que con una agrupación de cinco o seis músicos actuara para las fiestas de fin de año en reuniones en diversas residencias de gran categoría percibiendo la suma de ochocientos pesos por baile, que era muy elevada para la época. Se unió así con Julio, que estaba sin trabajo porque Juan Carlos Cobián había disuelto su conjunto, Emilio De Caro y el contrabajista Leopoldo Thompson más Maffia y Petrucelli. No solamente las presentaciones fueron muy exitosas sino que además la impecable vestimenta de los músicos (esmoquin, camisa de pechera dura y cuello palomita) más la intachable conducta que mostraron contribuyeron a la definitiva aceptación del tango en la alta sociedad porteña.
Con el principal propósito de continuar juntos ya que se sentían a gusto en la orquesta (que todavía no tenía nombre) aceptaron tocar en el café Colón de Avenida de Mayo y Bernardo de Irigoyen donde les pagaban treinta y cinco pesos por cada tarde de actuación y participar en programas experimentales de Radio Sudamérica, esto último gratis, pues buscaban promoción.
Sin embargo, pese a sus deseos, los músicos decidieron dar por terminadas las actuaciones en unas pocas semanas porque los ingresos eran insuficientes; pero antes de ello recibieron la nueva propuesta de tocar en el salón L´Aiglon de Florida, entre Cangallo y Bartolomé Mitre, durante los bailes de Carnaval con una retribución que permitía formar una orquesta de veinte músicos. Convinieron que si bien la orquesta se mantendría sin nombre como hasta el momento, se anunciaría bajo la conducción de Julio De Caro.
La orquesta quedó formada de esta forma por Julio, Alberto y Emilio De Caro, Lorenzo Olivari, Esteban Rovati, Bernardo Germino y Antonio Arcieri en violines, Pedro Maffia, Luis Petrucelli, Ricardo Brignolo, Luis D´Abraccio, Ángel Danesi, Nicolás Primiani, Miguel Orlando y Luis Minervini en bandoneones, Francisco De Caro y Roberto Goyeneche en pianos y Leopoldo Thompson y Olindo Sinibaldi en contrabajos.
Terminados los bailes de Carnaval, Julio y Francisco volvieron a las presentaciones en el café Colón y por allí apareció el conde Chikoff para ofrecerles un contrato de seis mil pesos por mes para el sexteto para tocar en el Vogue´s Club, que organizaría tés danzantes pensados para la alta sociedad en el local del Palais de Glace. Al mismo tiempo recibieron el ofrecimiento para grabar en RCA Víctor.
Poco antes del debut, Maffia y Petrucelli deciden abandonar la orquesta, incidentalmente irritados por una publicidad del Vogue's Club que anunciaba la orquesta "de" Julio De Caro. La agrupación necesitaba urgente su reemplazo, pues se acercaba el día del debut. Prácticamente en las vísperas Maffia, que acababa de perder mucho dinero en el juego, le ofreció volver al conjunto hasta hallar otra ubicación, lo que aceptó Julio aunque su relación personal continuó tirante. Por otra parte, por mediación del bandoneonista Enrique Pollet conoció, escuchó y contrató de inmediato a Pedro Laurenz.
El ingreso de Laurenz no venía con buenos augurios. Hasta ese momento era prácticamente un desconocido que iba tocar como segundo bandoneón de un músico ya consagrado como era Pedro Maffia que, además, prácticamente no hablaba con el director de la orquesta. Sin embargo, no sólo no tuvo fallas su presentación sino que además se creó una amistad con Maffia y formaron uno de los dúos de bandoneones más famosos de la historia del tango.

### La Orquesta Típica Víctor
A mediados de la década de 1920 la discográfica RCA Victor salió a competir con el sello Nacional-Odeon y decidieron formar una orquesta propia, para lo cual contrataron como su asesor y director a Adolfo Carabelli, un pianista que no había incursionado en el género del tango y que tenía una sólida formación en música clásica. En la primera integración estuvieron los bandoneonistas Luis Petrucelli, Nicolás Primiani y Ciriaco Ortiz, los violinistas Manlio Francia, Agesilao Ferrazzano y Eugenio Romano, el pianista Vicente Gorrese y el contrabajista Humberto Costanzo y debutaron el 9 de noviembre de 1925 grabando los tangos Olvido, de Ángel D'Agostino, y Sarandí, de Juan Baüer.
Más adelante decidió mejorar la calidad de los registros grabando en la sede de la empresa, en Camden, Nueva Jersey, Estados Unidos, para lo cual contrató por 5000 dólares para cada uno a Tito Roccatagliata, Osvaldo Fresedo y Enrique Delfino. A ellos se agregaron en Camden dos artistas locales, el segundo violinista Alberto Infante Arancibia, un argentino que por ese entonces dirigía la orquesta del cabaré El Chico, sito en Nueva York y que aparece brevemente en dos películas de Gardel, y el chelista Alfred Lennartz, que se dedicaba a la música clásica pero que se adaptó sin problemas al tango. Roccatagliata se desempeñó como director y arreglador no declarado de la orquesta e hicieron 50 grabaciones más cuatro solos de Delfino y dos de Fresedo. Esta orquesta estaba fundamentalmente volcada al género del tango, pero también grabó más de cuarenta rancheras, otros tantos valses, aproximadamente quince foxtrots y algunas pocas milongas, además de corridos, pasodobles y polcas.
La calidad de sus músicos hizo de la Orquesta Típica Víctor "una de las manifestaciones musicales más ricas de su tiempo, que perdurará en el mismo nivel hasta bien entrados los años treinta".
En 1926 se unió a la orquesta de Francisco Canaro para trabajar en Estados Unidos y a continuación regresó a Buenos Aires para dirigir su propia orquesta y grabó 54 temas entre el 2 de julio de 1928 y el 8 de enero de 1931. En el conjunto, que a lo largo del período tuvo ligeras variaciones, estaban como bandoneonistas Petrucelli y Enrique Pollet; los violinistas Elvino Vardaro, Bernardo Germino y Manlio Francia, el contrabajista Hugo Ricardo Baralis y Vicente Gorrese al piano, más la voz de Pedro Lauga. También formó parte como refuerzo de la orquesta de Osvaldo Fresedo en las grabaciones para la discográfica Brunswick y cuando el 14 de marzo de 1936 falleció el bandoneonista Juan Salvatore, se incorporó en forma estable al conjunto y cumplió allí la etapa final de su carrera.
Luis Petrucelli falleció reprentinamente en Buenos Aires el 28 de febrero de 1941 a raíz de una peritonitis.

## Compositor
Petrucelli no tuvo una producción copiosa compositor, pese a que ya en 1920 compuso su primer tango, que tituló A mi madre, donde tomó algunos compases de la conocida canción homónima que difundiera Carlos Gardel. Le pertenece el tango milonga instrumental Negro el veinte y, ya en la orquesta de Osvaldo Fresedo en 1936, compuso Viejo romance, con letra de Enrique Carrera Sotelo; Añoranzas, con letra de Daniel López Barreto, y Es costumbre o es cariño, con letra de Enrique Cadícamo.